# Synallactes gilberti
Synallactes gilberti is een zeekomkommer uit de familie Synallactidae.
De wetenschappelijke naam van de soort werd in 1915 gepubliceerd door H. Ohshima.